# Kąty Wrocławskie (công xã)
Gmina Kąty Wrocławskie là một vùng đô thị-nông thôn (công xã) ở Wrocław, Lower Silesian Voivodeship, ở phía tây nam Ba Lan. Khu hành chính của nó là thị trấn Kąty Wrocławskie, nằm cách khoảng 22 kilômét (14 mi) về phía tây nam của thủ đô khu vực Wrocław.
Gmina có diện tích 176,5 kilômét vuông (68,1 dặm vuông Anh), và tính đến năm 2006, tổng dân số của nó là 17.737 (trong đó dân số của Kąty Wrocławskie lên tới 5.418, và dân số của vùng nông thôn của Gmina là 12.319).

## Gmina lân cận
Gmina Kąty Wrocławskie giáp với thành phố Wrocław và bởi các Gminas của Kobierzyce, Kostomłoty, Miękinia, Mietków và Sobótka.

## Làng
Ngoài thị trấn Kąty wrocławskie, Gmina gồm các làng Baranowice, Bliż, Bogdaszowice, Cesarzowice, Czerńczyce, Gądów, Gniechowice, Górzyce, Jaszkotle, Jurczyce, Kamionna, Kębłowice, Kilianów, Kozłów, Krobielowice, Krzeptów, Małkowice, Mokronos Dolny, Mokronos Gorny, Nowa Wies Kącka, Nowa Wies Wrocławska, Pełcznica, Pietrzykowice, Romnów, Różaniec, Rybnica, Sadków, Sadkówek, Sadowice, Samotwór, Skałka, Smolec, Sokolniki, Sośnica, Stary Dwór, Stoszyce, Stradów, Strzeganowice, Szymanów, Wojtkowice, Wszemiłowice, Zabrodzie, Zachowice và Zybiszów.